# روبي غراي
روبي غراي (بالإنجليزية: Robbie Gray)‏ هو لاعب كرة قدم أسترالية أسترالي، ولد في 30 مارس 1988 في فيكتوريا في أستراليا.

## وصلات خارجية
- روبي غراي على موقع AustralianFootball.com (الإنجليزية)
- روبي غراي على موقع AFLtables.com (الإنجليزية)